# Liste der Naturschutzgebiete im Burgenlandkreis
Im Burgenlandkreis gibt es 15 Naturschutzgebiete.
| Name des Gebietes                            | Bild           | Kennung | WDPA      | Landkreis / Stadt           | Beschreibung / Bemerkungen | Standort | Fläche in Hektar | Datum der Verordnung |
| -------------------------------------------- | -------------- | ------- | --------- | --------------------------- | -------------------------- | -------- | ---------------- | -------------------- |
| Bergbaufolgelandschaft Kayna-Süd             |                | 253     | 555514067 | Burgenlandkreis             |                            | Position | 350,42           | 06.11.2010           |
| Forst Bibra                                  |                | 127     | 14474     | Burgenlandkreis             |                            | Position | 492,35           | 24.11.1994           |
| Göttersitz                                   | weitere Bilder | 136     | 163291    | Burgenlandkreis             |                            | Position | 153,34           | 12.03.1993           |
| Grubengelände Nordfeld Jaucha                |                | 134     | 163393    | Burgenlandkreis             |                            | Position | 23,25            | 17.03.1983           |
| Halbberge bei Mertendorf                     | weitere Bilder | 267     | 318493    | Burgenlandkreis             |                            | Position | 51,11            | 21.05.2002           |
| Heideteiche bei Osterfeld                    |                | 202     | 318522    | Burgenlandkreis             |                            | Position | 66,33            | 19.04.2001           |
| Hirschrodaer Graben                          | weitere Bilder | 201     | 318548    | Burgenlandkreis             |                            | Position | 156,91           | 23.03.2001           |
| Neue Göhle                                   |                | 126     | 164787    | Burgenlandkreis             |                            | Position | 54,76            | 20.06.1994           |
| Saaleaue bei Goseck                          | weitere Bilder | 268     | 319028    | Burgenlandkreis             |                            | Position | 133,46           | 16.12.2002           |
| Saale-Ilm-Platten bei Bad Kösen              | weitere Bilder | 198     | 319031    | Burgenlandkreis             |                            | Position | 639,05           | 20.07.2000           |
| Schmoner Busch, Spielberger Höhe und Elsloch | weitere Bilder | 122     | 165442    | Burgenlandkreis, Saalekreis |                            | Position | 315,65           | 14.06.1994           |
| Steinklöbe                                   | weitere Bilder | 123     | 165722    | Burgenlandkreis, Saalekreis |                            | Position | 95,11            | 15.09.1994           |
| Tote Täler                                   | weitere Bilder | 128     | 14475     | Burgenlandkreis             |                            | Position | 826,44           | 14.03.1995           |
| Trockenrasenflächen bei Karsdorf             |                | 140     | 165962    | Burgenlandkreis             |                            | Position | 131,57           | 15.11.1993           |
| Wendelstein                                  | weitere Bilder | 272     | 82893     | Burgenlandkreis             |                            | Position | 99,56            | 20.11.2002           |

## Quelle
- Landesverwaltungsamt Sachsen-Anhalt
- Common Database on Designated Areas Datenbank, Version 14